# Rio Castro Laboreiro

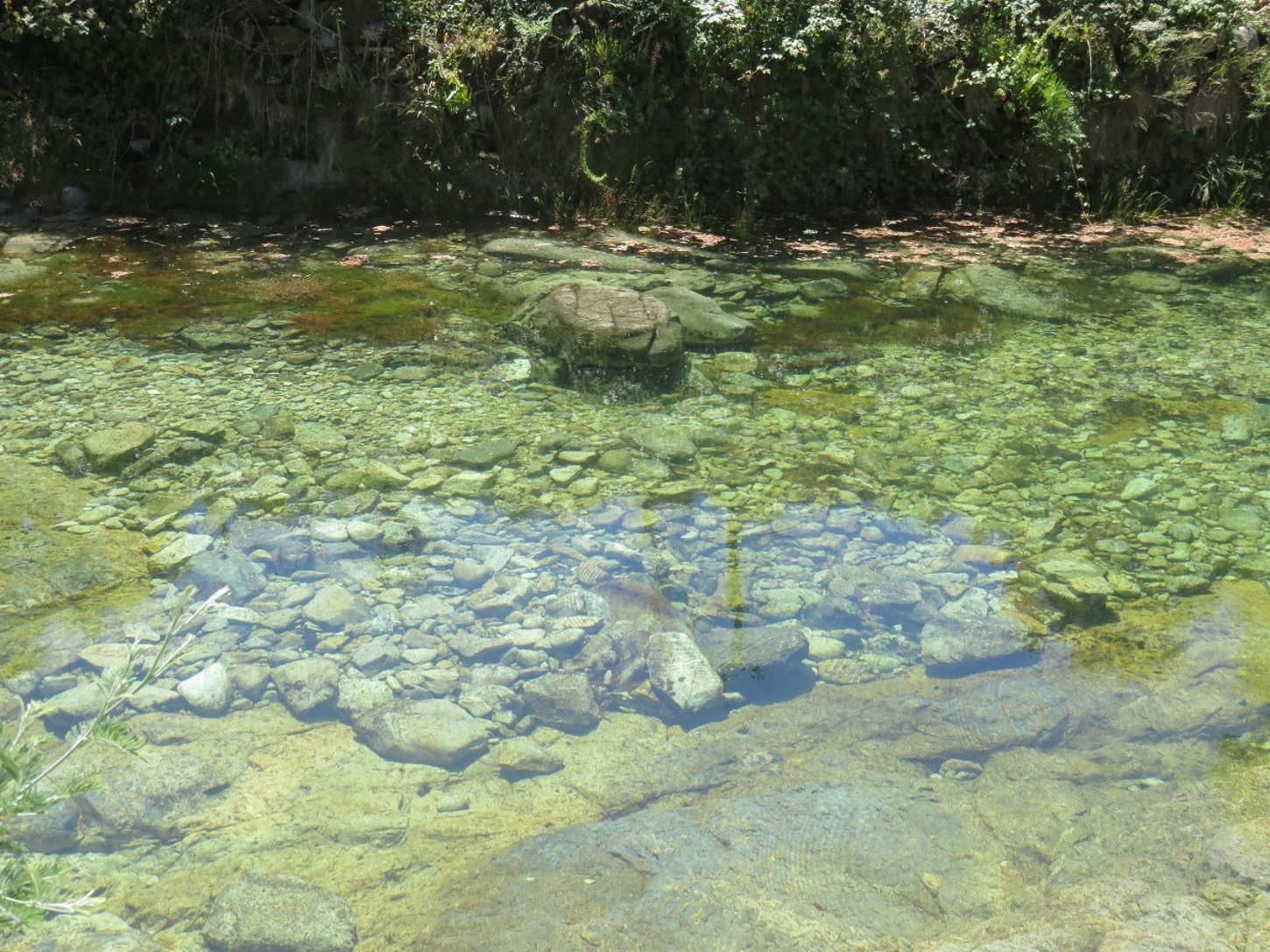
Lindo rio que nasce em Portugal com águas cristalinas

O Castro Laboreiro, ou simplesmente Laboreiro, é um rio de Portugal, que nasce no planalto de Castro Laboreiro, na vertente oeste da Serra do Laboreiro, a cerca a 3 km a Leste da Branda de Portos. No seu percurso inicial também é designado pelo nome local, 'Corga do Gafo'. Ao inflectir para sul, marca os limites entre as serras da Peneda e do Laboreiro. No seu troço final, de cerca de 14 km, marca a fronteira entre Portugal e Espanha desaguando no rio Lima, junto à povoação do Lindoso.
Pertence à bacia hidrográfica do rio Lima e à região hidrográfica do Minho e Lima.
Tem um comprimento aproximado de 23,9 km e uma área de bacia de aproximadamente 256,9 km².

## Afluentes
- Corga do Vale das Antas
- Corga da Conda (no percurso inicial, corga dos Piornais)[3]
- Corga das Bainhas
- Corga da Galinha
- Corga de Porto d'Águas
- Corga do Carneiro[4]
- Ribeira da Varziela
- Rio do Barreiro[5]
- Ribeiro de Dorna[6]
- Ribeiro de Ossos
- Corga do Malho (no percurso inicial, rio da Armada)[7]
- Rio da Peneda

## Pontes sobre o rio Castro Laboreiro
Sobre o rio Castro Laboreiro, podemos encontrar várias pontes, algumas com importância histórica, das quais se destacam:
- Ponte do Rodeiro[8]
- Ponte Velha de Castro Laboreiro[9]
- Ponte Nova da Cava da Velha